# Seznam představitelů městské části Brno-Slatina
Seznam představitelů městské části Brno-Slatina.

## Starostové do roku 1945
| Ve funkci   | Jméno           | Poznámka       |
| 1892 – 1910 | František Šmaha |                |
| 1910 – 1919 | Josef Šik       |                |
| 1919 – 1920 | Václav Zelinka  | vládní komisař |

## Předsedové MNV
| Ve funkci   | Jméno          | Poznámka                       |
| 1945        | Jan Putna      | předseda revolučního MNV       |
| 1945 – 1957 | Jan Brzobohatý | předseda ObNV Brno XI. Slatina |

## Starostové po roce 1989
| Ve funkci                  | Jméno               | Strana             |
| 1990 – 1994                | ing. Oldřich Ševčík | ČSL, resp. KDU-ČSL |
| 1994 – 1998                | ing. Oldřich Ševčík | ČSL, resp. KDU-ČSL |
| 1998 – 2002                | ing. Hana Poušková  | BEZPP za KDU-ČSL   |
| 15. 11. 2002 – 8. 11. 2006 | Ing. Jiří Navrátil  | KDU-ČSL            |
| 8. 11. 2006 – 8. 11. 2010  | Ing. Jiří Navrátil  | KDU-ČSL            |
| 8. 11. 2010 – 6. 11. 2014  | Jiří Ides           | ČSSD               |
| 6. 11. 2014 – 21. 11. 2018 | Jiří Ides           | ČSSD               |
| 21. 11. 2018 – úřadující   | Jiří Ides           | ČSSD               |